# Праксилла
Праксилла (Praxilla; V ст. до н. е.) — давньогрецька поетеса, відома, головним чином, своїми застільними піснями. Одна з дев'яти ліричних поетес, прославлених Плутархом («De mulierum virtutibus», c. 4).
Проживала в Сікіоні, була відома близько 450 року до н. е., — в один час з Телесиллою, Вакхілідом і коміком Кратетом. Славилася своїми пареніями (застільними піснями) або сколіями. Вона складала також гімни і дифірамби.